# Kurt Ehrensperger
Kurt Ehrensperger (28 lipca 1954 w Bülach) – szwajcarski kolarz szosowy, brązowy medalista mistrzostw świata.

## Kariera
Największy sukces w karierze Kurt Ehrensperger osiągnął w 1978 roku, kiedy wspólnie z Gilbertem Glausem, Stefanem Mutterem i Richardem Trinklerem zdobył brązowy medal w drużynowej jeździe na czas na mistrzostwach świata w Nürburgu. Był to jednak jedyny medal wywalczony przez niego na międzynarodowej imprezie tej rangi. Na tych samych mistrzostwach zajął też 29. miejsce w wyścigu ze startu wspólnego, a na rozgrywanych rok później mistrzostwach świata w Valkenburgu był dwunasty drużynowo i trzynasty indywidualnie. Ponadto wygrał między innymi Grand Prix Guillaume Tell w 1978 roku, Giro del Mendrisiotto w 1979 roku oraz Schynberg Rundfahrt w 1982 roku. Nigdy nie wystąpił na igrzyskach olimpijskich.